# 報時球

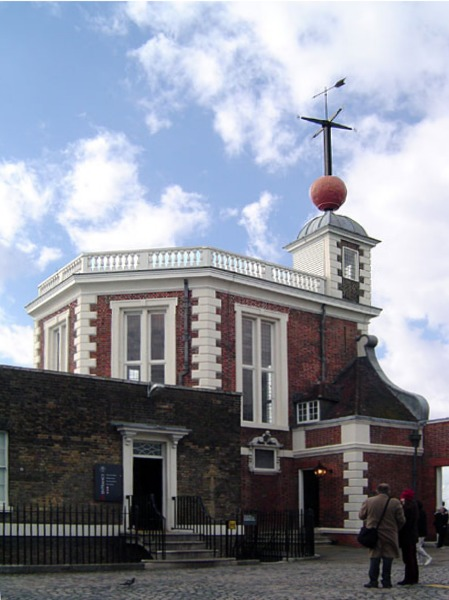
顯示在圖中的右上角的格林尼治天文台報時球。

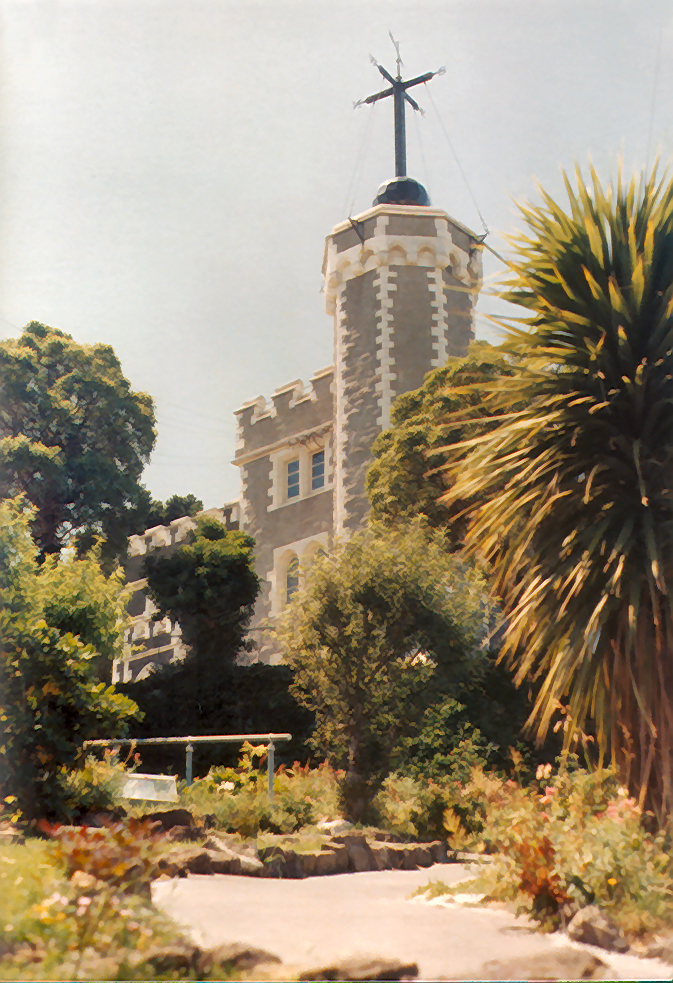
紐西蘭特利爾頓港的報時球，自1876年開始為船隻提示格林尼志平時 。

報時球是一個巨大且顏色鮮明的木製或金屬製大球，每天會在預定的時間落下，主要是讓水手們校正他們的航海鐘。準確的時計可以讓水手們確定在海上航行時的經度。
報時球依靠觀察駐地的太陽和恆星過中天的時間來校正時間。通常他們必須在駐地有個天文台，或是有經過天文台手工調整非常準確的顯示天文台時間的鐘。經由電信的傳訊（大約自1850年開始），報時球可以遠離他們的平時所參考的子午線，並以遙控來操作。
報時球通常在下午一點落下（但是美國是在中午落下），而在之前五分鐘會先落下一半來提醒船隻注意，而在2-3分鐘前升回頂端。時間的紀錄是球開始下落的時間，而不是抵達底部的時間。因為天文台在中午正忙著讀取資料，所以報時球通常不會在中午落下。
第一個報時球於1829年在普茲茅斯由發明者羅伯特·窩布佩設立，當時他還只是皇家海軍的上尉。接著設立的其他主要的港口有英國（包括利物浦）和沿海的世界各地。在1833年，皇家格林尼治天文台由皇家天文學家約翰·龐德安裝了報時球，並從此開始每天在下午一點落下。
隨著無線電信號的使用（英國於1924年開始），報時球顯得有點過時，因此有許多在1920年代被拆毀了。

## 現況
目前還保留的報時球超過60個，包括：
- Deal, Kent
- 西澳大利亞的弗里曼特爾
- 波蘭的格但斯克（這個報時球在1876年設立，在1894年遷移至當地的燈塔，在1929年被拆除。2008年在依照原始的設計重建，並且持續至今仍在使用[2]。）
- 格林尼治天文台
- 英國南薩克斯布賴頓的紀念時間塔（每小時運作）[3]
- 紐西蘭的特利爾頓
- 愛丁堡卡爾頓山的納爾遜紀念碑
- 維多利亞的蓋利布蘭德點
- 澳大利亞的雪梨天文台
- 開普敦的維多利亞與阿佛烈德港
- 美國海軍天文台

報時球在現代已經改變,紐約市的時代廣場會於除夕夜墜球。有別於標準的報時球在下午一點或中午落下，時代廣場的報時球在12月31日晚間11:59:00開始落下，然後經歷整整一分鐘，在子夜12點跨入1月1日的子夜。當1987年結束時有閏秒的加入，那次的下落花了61秒，倒數是……5、4、3、2、1、閏秒、0。